# Lineus rovinjensis
Lineus rovinjensis är en djurart som tillhör fylumet slemmaskar, och som beskrevs av Senz 1995. Lineus rovinjensis ingår i släktet Lineus och familjen Lineidae. Inga underarter finns listade i Catalogue of Life.